# Mal·leabilitat
La mal·leabilitat és la propietat física, que juntament amb la ductilitat, indica la capacitat d'un material (especialment metalls i aliatges) de ser deformable sense trencar-se. Mentre la ductilitat es refereix a l'obtenció de fils en estirar el lingot, la mal·leabilitat permet l'obtenció de làmines. El grau de mal·leabilitat depèn del material, la temperatura i la corba esforç-deformació. Es distingeix la mal·leabilitat en calent (per forjar o laminar) o en fred (per estirar, embotir o recalcar).
L'estany i el coure eren els materials en l'època preindustrial més utilitzats. L'element més mal·leable és l'or, que es pot estendre fins a làmines d'un gruix d'una deumil·lèsima de mil·límetre. Això el fa molt apte per daurar objectes per a raons decoratius, tot utilitzant molt poc de primera matèria cara. L'alumini també presenta una mal·leabilitat alta, tot i menor que l'or i permet fabricar «paper d'alumini» amb múltiples aplicacions en la indústria de l'embalatge.
Altres metalls amb una mal·leabilitat considerable són l'argent, el coure, l'iterbi, el cadmi, el platí, l'estany, l'indi, el pal·ladi, el magnesi, el calci, el níquel, l'estronci i el ferro. A més dels metalls purs, rarament usats en aplicacions industrials, s'han desenvolupat aliatges que augmenten la mal·leabilitat, com ara els diferents acers, on el ferro és l'element majoritari.
El mot prové del llatí malleum que va donar el català mall o martell gros. Fins al desenvolupament del laminador industrial per fer xapes, utilitzables en premses d'embotiment, el martelleig en calent principalment de l'aram era la única tècnica. Fins a la revolució industrial, era l'ofici manual del calderer, de vegades amb l'ajuda d'un martinet, actuat per un molí hidràulic. A la Farga Palau, tancada el 1979 i ara part del Museu Etnogràfic de Ripoll es conserva l'equip per martellejar l'aram.